# Трогон синьоволий
Трогон синьоволий (Trogon viridis) — вид птахів родини трогонових (Trogonidae).

## Поширення
Вид мешкає у тропічних і субтропічних вологих лісах, рідше у культурних та посушливих районах Південної Америки.

## Опис
Дрібний птах завдовжки до 28 см. У самця голова і груди синього кольору, інтенсивніші на потилиці; лоб, обличчя та горло чорні, спина яскраво-зелена, крила чорні; живіт жовто-помаранчевий. Хвіст знизу переважно білий з чорними поперечними смугами. Самиця має сірі голову, груди і спину, чорно-білі крила; живіт жовтий, хвіст чорний, за винятком трьох зовнішніх пір'їн з білим краєм.

## Спосіб життя
Харчується комахами та їхніми личинками, хробаками та молюсками. Гніздо облаштовує в термітниках на деревах, іноді в дуплах сухих дерев або кактусах. Самиця зазвичай відкладає два яйця.